# Mirko Svozil
Mirko Svozil (28. června 1913 Olomouc – 7. května 1942 Koncentrační tábor Mauthausen) byl český lékař a odbojář z období druhé světové války popravený nacisty.

## Život
Mirko Svozil se narodil 28. června 1913 v Olomouci. Vystudoval Československé státní gymnázium v Brně, kde maturoval v roce 1932. Následně nastoupil na Lékařskou fakultu Masarykovy univerzity, kde studia dokončil v roce 1938. Poté pracoval jako lékař v Zemské porodnici Brno. Po německé okupaci v roce 1939 vstoupil do protinacistického odboje. Patřil mezi spolupracovníky sovětských výsadků operujících v roce 1941 na Moravě. Za tuto činnost byl zatčen gestapem, dne 22. prosince 1941 stanným soudem odsouzen k trestu smrti. Poprava byla vykonána v koncentračním táboře Mauthausen 7. května 1942.

## Rodina
Manželkou Mirka Svozila byla oční lékařka Miloslava Javůrková, která byla dcerou advokáta Václava Karla Javůrka a první evropské elektroinženýrky Slávky Vuletič-Donátové. Podruhé se vdala za advokáta Jaroslava Nebeského, rovněž odbojáře pracujícího pro Obranu národa, který byl donucen po Únoru 1948 ukončit praxi. S ním měla dva syny.